# Coming Soon (film, 1999)
Pour les articles homonymes, voir Coming Soon (homonymie).
Pour plus de détails, voir Fiche technique et Distribution.
Coming Soon est un film américain réalisé par Colette Burson (en), sorti en 1999.

## Fiche technique
Sauf indication contraire, les informations mentionnées dans cette section peuvent être confirmées par la base de données cinématographiques IMDb,  présente dans la section « Liens externes ».
- Titre original et français : Coming Soon
- Réalisation : Colette Burson (en)[1]
- Scénario : Colette Burson et Kate Robin (en)
- Direction artistique : Mark White
- Décors : Anne Stuhler
- Costumes : Melissa Toth
- Photographie : Joaquín Baca-Asay
- Montage : Norman Buckley (en)
- Musique : Christophe Beck
- Casting : Marcia Shulman
- Production : Keven Duffy, Beau Flynn, Stefan Simchowitz (en) et E. Bennett Walsh (coproducteur)
- Production exécutive : Thomas Augsberger et Matthias Emcke
- Sociétés de production : Bandeira Entertainment, Coming Soon LLC, Nordcapital et Key Entertainment
- Sociétés de distribution : (États-Unis) Unapix Entertainment Productions et 20th Century Fox Home Entertainment
- Pays d'origine :  États-Unis
- Langue originale : anglais
- Format : couleur - 35 mm - 1,85:1 - son Dolby stéréo
- Genre : comédie romantique
- Durée : 96 minutes
- Dates de sortie :

États-Unis : 17 avril 1999 (première mondiale) ; 12 mai 2000 (sortie nationale)
France : inconnue

## Distribution
- Bonnie Root : Stream Hodsell
- Gaby Hoffmann : Jenny Simon
- Tricia Vessey : Nell Kellner
- Yasmine Bleeth : Mimi
- Spalding Gray : M. Jennings
- Mia Farrow : Judy Hodsell
- Ashton Kutcher : Louie
- Bridget Barkan : Polly
- James Roday : Chad
- Ryan O'Neal : Dick
- James McCaffrey : Dante
- Peter Bogdanovich : Bartholomew
- Ramsey Faragallah (de) : Wahid
- David Eigenberg : Andy
- Kevin Corrigan : Sid
- Victor Argo : M. Neipris
- Dmitry Lipkin : le jeune professeur
- Ellen Pompeo : la fille déçue
- Rhasaan Orange : le garçon sincère
- Timothy Stickney (en) : l'homme chic

## Tournage
Le tournage s'est déroulé à New York, aux États-Unis.